# Карл III Савойски
Вижте пояснителната страница за други личности с името Карл III.
Карл III (II) Савойски Добрият (на италиански: Carlo III di Savoia detto il Buono, на френски: Charles II de Savoie dit le Bon; * 10 октомври 1486, замък на Шазе ан Бюже, Савойско херцогство; † 17 август 1553, Верчели, Савойско херцогство) е 9-и херцог на Савоя (от 1504), принц на Пиемонт, граф на Аоста, на Мориен и на Ница (1504 – 1553), граф на Асти (от 1531), титулярен крал на Йерусалим, Кипър и Армения (от 1504), хранител на Пресветата плащеница.
Той е и принц и постоянен викарий на Свещената Римска империя, върховен принц на Херцогство Аоста и херцог на Аоста, маркграф на Ивреа, маркиз на Жекс, маркграф на Суза, маркграф на Италия, граф на Брес, граф на Женева, граф на Шабле и Ромон, барон на Фосини, барон на Во, господар на Пинероло и Верчели, венециански патриций.

## Произход
Карл е най-големият син на Филип II Савойски Безземни (* 1438, † 1497), 7-и херцог на Савоя, и на втората му съпруга Клодин дьо Брос (* 1450, † 1513), графиня на Пантиевр, потенциална претендентка за бретанската корона. Има четирима братя и една сестра:
- Лудвиг (* 1488, † 1502), приор на Гран Сан Бернар
- Филип (* 1490, † 25 ноември 1533 в Марсилия), приор на Гран Сан Бернар, епископ на Женева (1495 – 1509, напуснал), барон на Фосини, маркграф на Салуцо, граф на Женева (1514), вероятен първи херцог на Немур
- Абсалон († 1494 като бебе)
- Йоан Амадей († 1495 като бебе)
- Филиберта (* нач. 1498, † 1524), маркиза на Жекс, херцогиня на Немур (1515), господарка на Фосано (от 1515) и на Малавал (от 1516), виконтеса на Бридиер, господарка на Шана, Йен, Бурже, Мудон, Сен Жулиен, Понсен и Сердон, Вирьо льо Гран, Бия, Бруйер, Тур и Фле.

Има и трима полубратя и една полусестра от първия брак на баща си, сред които Луиза, майка на краля на Франция Франсоа I, херцогиня на Бурбон, и Филиберт II Красивият, 8-и херцог на Савоя и претендент за короната на Йерусалим, както и трима полубратя и пет полусестри от извънбрачни връзки на баща си, сред които Райнер, нар. „Големи Извънбрачни Савойски“, родоначалник на кадетския клон Савоя-Вилар.

## Биография

### Встъпване в длъжност
Карл III наследява своя полубрат и 8-и херцог на Савоя Филиберт II Савойски след неговата смърт без потомство на 10 септември 1504 г. Той намира държавата в лошо финансово положение и лишена от територии поради преотстъпените земи на трима господари: Бианка Монфератска контролира почти цял Пиемонт, майка му Клодин дьо Брос държи Бюже, а Маргарита Австрийска – Брес, Фосини и Графство Вилар. Карл трябва освен това да се наложи над претенциите на полусестра си Луиза за наследство на херцогството, тези на полубрат си Райнер, изискващ възстановяването на права и феоди, и над брат си Филип, който подкрепя Луиза и Райнер.
Карл III освен с финансовите проблеми се сблъсква и с политически, като нарастващото съперничество между савойските благородници и тези от Пиемонт, които той се опитва да събере в двора си, а през 1518 г. реформира из основи стария савойски Орден на огърлицата, който става Върховен орден на Пресветото благовещение. Карл III е силно религиозен, макар че това не му пречи да заема решителна позиция, когато Църквата се опитва да застава над правата на Савойската династия. Въпреки това той е любител на тишината и рутината, не понася усложненията и тънкостите на политиката, таи дълбока отвращение към военното дело, с една дума – лишен е от необходимите качества за управление на държавата.

### Бунт в Швейцария
След смъртта на епископа на Женева Шарл дьо Сесел на 13 април 1513 г. Карл III налага за епископ, с подкрепата на папа Лъв X,  братовчед си Йоан Франциск Савойски – незаконен син на предишния епископ и на чичо си Франц Савойски. Тази савойска намеса предизвиква бурната реакция на женевците, сред които се отличава патриотът Филиберт Бертелие, и които се съюзяват с Кантон Фрибур чрез временен договор от 4 юли 1513 г. През април 1529 г. и през 1532 г. Карл III изпраща Рене дьо Шалан в Берн, за да се опита да се прекъсне сближаването между двата града, но напразно – Съвещателната асамблеа в Тонон от 1534 г. още повече затяга съюза между тях. Женева въстава и херцогът налага блокада на града, при което тя се обръща за помощ към Берн. Берн атакува на 10 януари 1536 г. и през февруари завладява страната Во.
Неспособен да реагира, Карл III заплашва, че ще накара да се намеси император Карл V, чийто васал е той; императорът обаче е блокиран в Неапол. След бягството на епископа на Женева през 1527 г. преходът към Протестантска реформация е всеобщ за контролираните от Берн територии. На 10 август 1535 г. Висшият съвет забранява литургията и Реформацията се налага въпреки опозицията, което води до непреодолимо културно разделение.
В страната Во и в Женевоа група савойски благородници – защитници на херцога на име „Братство на лъжицата“ (на френски: Confrérie de la Cuiller) кара да се възцари терор на територията. През 1530 г. Карл III хвърля в Шийонския замък Франсоа Бонивар – син на господаря на Люн и защитник на Съвета на Женева. Историята е описана от Байрон в произведението „Шийонският затворник“, а в паметта на потомците Карл ІІІ Добрия остава като тиранин, заточил свободолюбивия швейцарски патриот.

### Между Франция и Свещената Римска империя
Опитвайки се поне частично да излекува сериозния дефицит – дело на предишните управления Карл III се съюзява с френския крал Луи XII в Камбрийската лига срещу Миланското херцогство. На 1 януари 1515 г. Луи XII е наследен от Франсоа I – родоначалник на френската кралска династия Валоа-Ангулем и племенник на самия Карл. Поради приятелството на Карл III с френския крал в Савойското херцогство нахлуват швейцарските наемни войски, наети от папа Лъв X, на които Карл е отказал транзита през Франция. Френската армия, командвана от Джан Джакомо Тривулцио, заобикаля швейцарците, които напускат Пиемонт, извоюва блестяща победа в Битката при Мариняно на 13 септември 1515 г. и окупира Миланското херцогство. За Швейцария това е последната битка, в която тя се опитва да контролира събитията в региона. На 7 ноември 1515 г. осем кантона подписват Женевския мир с Кралство Франция – официалното начало на швейцарския неутралитет.
Победата на френския крал Франсоа I при Мариняно бележи значителен спад на влиянието на Савоя в Северна Италия. Карл III губи и подкрепата на папа Лъв X след убийството на съпруга на сестра му Джулиано Медичи в Заговора на Паци. Без армия и без големи ресурси Карл III не успява да води съгласувана външна политика. Той редовно променя подкрепата си ту за племенника си – френския крал Франсоа I, ту за девера си – император Карл V, и накрая се спира на втория. При сключването на Мирния договор от Ноайон на 13 август 1516 г., слагащ край на войната на Камбрийската лига, Карл III посредничи между двамата.
При избора на Карлос I Испански за император на Свещената Римска империя с името Карл V отново има война (1523) г. Франсоа I слиза с армията си през Алпийските проходи, но е победен в Ломбардия от имперската армия. На следващата година той се връща с армията си в Алпите, преминавайки отново през земите на Савойското херцогство с опустошителен ефект за местното население и завладява Милано, но е разгромен и пленен в Павия. Междувременно Карл III се е сближил с император Карл V, комуто става зет.
С изчезването на Палеолозите от Монферат в лицето на Джовани Джорджо Палеолог през 1533 г. Карл III предявява претенциите си към територията като потомък на Йоланда Палеологина, която през 1333 г. се жени за Аймон Савойски. Срещу това се изправят маркграфът на Мантуа Федерико I Гонзага и маркграфът на Салуцо Франческо Лудовико I, подкрепян от френския крал Франсоа I.
Възползвайки се от проблемите на Карл III с Женева, Франсоа I претендира за наследството на майка си Луиза Савойска (полусестра на Карл III) в Брес и Фосини. По-нататъшното сближаване на Карл III с Императора, което води до изпращането на неговия син Лудвиг в Мадрид, за да бъде образован там, е предлог за крал Франсоа I да нахлуе в Савойското херцогство. На 3 април 1536 г. французите окупират Торино и Карл III бяга със сина си Емануил Филиберт във Верчели. Франсоа I обявява Пиемонт за присъединен към Франция въпреки героичната съпротива на градове като Аоста и Ница. За съжаление Карл III е твърде слаб икономически и военно, за да може да се надява да възстанови изгубените градове и дори не се опитва да си върне властта над Пиемонт. Голяма част от Савойското херцогство от 1536 г. до смъртта на Карл III през 1553 г. се намира под управлението на племенника му – краля на Франция Франсоа I, който разглежда херцогството като база на Италианските войни с Хабсбургите. Териториите на Карл III са сведени единствено до провинциите Аоста, Верчели и Ница.
Мирът от Ница, подписан през 1538 г., го лишава за период от 10 г. от по-голямата част от териториите му. Той договаря неутралитета си с французите и запазва само малка част от Пиемонт. В Торино се установява френски губернатор, принуждавайки Карл III да се приюти в Ница. Ница се превръща в неговата основна крепост и там той развива парично производство по наредби от декември 1541 г. Херцогът пребивава също в пиемонтския град Верчели.
През 1543 г. французите и турците обсаждат Ница по суша и по море. На 7 септември помощна армия, водена от Карл III и маркиз Дел Васто, ги кара да вдигнат обсадата. Херцогските войски постепенно възвръщат контрола над Графство Ница, а жителите, които са на френска страна, са подложени на репресии. Основна последица от тази обсада е желанието на херцозите на Савоя и по-специално на наследника на Карл III – синът му Емануил Филиберт за укрепване на защитата на Ница.
Когато испанците и англичаните започват да заплашват Париж, крал Франсоа I е принуден да подпише Мирния договор от Крепи на 18 септември 1544 г., с който се ангажира да върне на Савоя всички окупирани земи без Пинероло и Монмелиан. Французите всъщност остават там, където са и след смъртта на Франсоа I през 1547 г. Неговият наследник Анри II дори посещава Торино и е посрещнат триумфално, сякаш градът е френски.

### Смърт
Карл III умира внезапно от инсулт във Верчели на 66-годишна възраст. Всичките му вещи са откраднати и разпръснати, а тленните му останки не само не са почетени, но дори не са погребани няколко години. Те остават в обикновен ковчег върху шкаф в сакристията на Катедралата на Верчели „Св. Евсебий“, докато не са погребани в параклиса, където почива блаженият Амадей да Силва.
Неговото царуване е изпълнено с постоянни затруднения. Чумата и гладът, в допълнение към грабежите и насилието на чужденците, влошават условията в херцогството, а междувременно херцогът, винаги нуждаещ се от пари, е принуден да продава длъжности и магистратури, да приема суми, за да опрости наложените наказания, да е изключително бавен в плащанията, така че придобива славата на скъперник. В едно нещо е перфектен според съвременниците му: да кара телохранителите си да носят сребърна материя и да украсява униформите им с големи кръстове от същия метал.

## Брак и потомство
∞ 26 март 1521 във Вилфранш за инфанта доня Мария Беатрис Португалска (* 31 декември 1504, Лисабон, † 8 януари 1538, Ница), графиня на Асти (1531), дъщеря на португалския крал Мануел I и на втората му съпруга доня Мария де Кастиля и Арагон, която му носи като зестра Графство Асти. Почива след раждането на последното им дете. Имат шест сина и три дъщери, повечето починали в ранна детска възраст:
- Адриан Йоан Амадей Савойски (* 11 декември 1522, † 10 януари 1523), принц на Пиемонт, погребан в параклисa „Св. Себастиан“ в Катедралата на Ивреа.[6]
- Лудвиг Савойски (* 4 декември 1523; † 25 ноември 1536, Мадрид), принц на Пиемонт
- Емануил Филиберт Савойски (* 8 юли 1528, Шамбери; † 30 август 1580, Торино), 10-и херцог на Савоя (1553), граф на Асти, принц на Пиемонт, граф на Аоста, Мориен и Ница (1553 – 1580), титулярен крал на Кипър и Йерусалим, ∞ 9 юли 1559 за сестрата на френския крал Анри II – Маргарита дьо Валоа (* 1523, † 1574), от която има един син
- Катерина Савойска (* 25 ноември 1529, † май 1536)
- Мария Савойска (* 12 юни 1530, † 1531)
- Изабела Савойска (* май 1532, † 24 септември 1533)
- Емануил Савойски (* март 1533, † 1535)
- Емануил Савойски (* май 1534, † 1537)
- Йоанмария Савойски (* 3 декември 1537; † 8 януари 1538, Ница), погребан в параклис на Катедралата „Св. Мария“ на Замъка на Ница.[N 10][6]

## Карл II или Карл III?
Формата „Карл III Савойски“ е използвана в историографската традиция от XVIII век или по-точно – в произведението на френския историк бенедиктинец Шарл Клемонсè „Изкуството да се проверяват дати“ (L'Art de vérifier les dates) от 1750 г. Тя преминава в творбите на „класическите“ савойски историци от XIX век като Виктор Флур дьо Сен-Жони, Жозеф Десè и Клод Жену, както и в тези на модерните историци като Анри Менабреà и Жак Лови, и в енциклопедични произведения като това на Мишел Мурè. Тази форма е използвана и от кралица Мария Жозе Белгийска в проучванията ѝ за Дом Савоя.
Въпреки това много древни историци – като Южен Каи дьо Пиерлà или Жорж Дублè, както и модерни такива използват формата „Карл II“, както и нумизматите, археолозите и архивистите.
Наименованието KAROLVS SECVNDVS (Карл Втори) или CAROLVS II, което се появява на монетите му, издадени през 39-годишното му царуване, показва, че той е карал да го наричат Карл II и не е имал предвид малкия Карл Йоан Амадей Савойски, починал на 8-годишна възраст, нито своя предшественик Карл II Савойски. Монетите, сечени на името на малкия Карл Йоан Амадей, не споменават Карл II, а KAROLVS IO AME DVX SABAUDIE или K I A (абревиатура от инициалите му).

## Обяснителни бележки
1. ↑  Днес замъкът се нарича Шато дьо Шазе сюр Ен (Château de Chazey-sur-Ain). Той е стар укрепен замък, основан през 12 век от Дом Колини, променен през 15 век и възстановен през 19 век, център на господство Шазе. Намира се в градчето Шазе сюр Ен в деп. Ен, Франция.
2. ↑  Дн. град Жекс (Gex) в деп. Ен, Франция.
3. ↑  Фосини (Faucigny) е малък френски природен регион и една от шестте исторически провинции на Савоя, разположени в центъра на дн. деп. От Савоа, Франция.
4. ↑  Графство Пантиевр (Comté de Penthièvre) е името на крепост в Бретан, разположена северно от херцогството, между Сен Мало (Saint-Malo) и Сен Брюк (Saint-Brieuc). Херцог Ален III Бретански дава графството като апанаж на брат си Еудес през 1035 г., който по този начин създава кадетска линия на Дом Бретан.
5. ↑  Бащата на Франсоа I – Шарл, граф на Ангулем, е женен за Луиза Савойска, дъщеря на Филип II Савойски и Маргарита дьо Бурбон
6. ↑  Договорът от Ноайон е подписан между Карлос I от Испания, бъдещ император Карл V и Франсоа I от Франция, и слага край на войната на Камбрийската лига. Популяризиран е от папа Лъв X Медичи като споразумение между двете най-големи сили на 16 век: Франция и Германско-испанската империя. С договора е потвърдено даването на Кралство Неапол и Кралство Сицилия на Испания и Миланското херцогство на французите. Това слага край на спора между французите и испанците от времето на Шарл VIII от Франция и Фердинанд II от Арагон, който след завладяването на Неаполитанското кралство не помисля за справедливото разделяне на Южна Италия и решава да се бие за притежание на Неапол.
7. ↑  Договорът от Крепи ан Ланоа (също Мир от Крепи или Примирие от Крепи) е подписан в дн. Крепи (Crépy-en-Laonnois), Франция на 18 септември 1544 г. между Франсоа I от Франция и императора на Свещената Римска империя Карл V Хабсбург. Той установява примирие в Италианските войни, водени от французите от 1521 г. за господство над полуострова против Хабсбургския император поради значението на това бойно поле за контрола на Европа. Договорът признава господството на Франция над Савойски Пиемонт и на Карл V над Ломбардия. Той е продиктуван по-скоро от изтощителната продължителност на войната, отколкото от волята за помирение на двамата претенденти, и не слага край на спора, понеже Франция винаги се домогва до тези земи.
8. ↑  Днешното френско градче Монмелиан (Montmélian), деп. Савоа
9. ↑  Днешното френско градче Вилфранш сюр Мер (Villefranche-sur-Mer) в деп. Алп Маритим.
10. ↑  Руините на Cathédrale Sainte-Marie du château de Nice се намират в Замъка на Ница на скалист хълм над залива на Ница, Фрация.

## Библиографски бележки
1. ↑  Lullin, Jean. Notice historico-topographique sur la Savoie : suivie d'une généalogie raisonnée de la Maison Royale de ce nom.   p. 164. (на френски)
2. ↑  Carlo II (III) diSavoia //  Dizionario Storico della Svizzera.   28.1.2011. Посетен на 5.5.2020.
3. 1 2 3  Carlo III //  Storiologia.it.   Посетен на 5.5.2020. (на италиански)
4. ↑  Frutaz, François-Gabriel. Notes sur René de Challant. Monographie, musée neuchâtelois.   novembre-décembre 1904. (на френски)
5. ↑  Lovie, Jacques. Les Ducs de Savoie (1416 – 1713), Société Savoisienne d'Histoire et d'Archéologie.   p. 7. (на френски)
6. 1 2 3  Cozzo, Paolo. « Stratégie dynastique chez les Savoie: une ambition royale, XVI-XVIII siècle » //  Juliusz A. Chrościcki, Mark Hengerer, Gérard Sabatier, Les funérailles princières en Europe, XVIe-XVIIIe siècle : Volume I : Le grand théâtre de la mort.   Les Editions de la MSH, 2015. ISBN 978-2-73511-686-7. с. 228 – 230 (Carte). Посетен на 5.5.2020.
7. ↑  CHARLES de Savoie //   Посетен на 27.4.2020.
8. ↑  Maur-François Dantine, Charles Clémencet (dom), Nicolas Viton de Saint-Allais, Ursin Durant, François Clément (dom). Mauristes. Volume XVII, Chap.: « Charles III dit le Bon ».   Paris, Arthus-Bertrand éditeur, 1819. с. 193 – 195.
9. ↑  de Saint-Genis, Victor. Histoire de Savoie, d'après les documents originaux (3 Vol.).   Chambéry, Bonne Conte-Grand & Cie éditeurs, 1869.
10. ↑  Dessaix, Joseph. La Savoie historique, pittoresque, statistique et biographique.   Slatkine, (1re éd. 1854). с. 463.
11. ↑  Genoux, Claude. Histoire de Savoie: I, chap. : « Charles III ».   La Fontaine de Siloé, réédition 1997. ISBN 284206044X. p. 248 – 270. (на френски)
12. ↑  Ménabréa, Henri. Histoire de la Savoie, p. 207, « Le règne malheureux de Charles III le Bon ».  La Fontaine de Siloé, 1933 (réimpr. 2009). ISBN 978-2-84206-309-2. p. 207. Посетен на 5.5.2020. (на френски)
13. ↑  Lovie, Jacques. L'histoire en Savoie. Les Ducs de Savoie (1416 – 1713).   Chambéry, Société savoisienne d'histoire et d'archéologie. p. p. 7 & tableau généalogique p.9. (на френски)
14. ↑  Dictionnaire encyclopédique d'Histoire, 8 vol., nouvelle édition du Dictionnaire d'histoire universelle, Articles « Charles II » et « Charles III le Bon ». Т. Volume C.   Paris, Bordas/J.P. Delarge, 1978 – 1982. p. 889. (на френски)
15. ↑  Jose, Maria. La Maison de Savoie.   Paris, Albin Michel. p. 114 note 2. (на френски)
16. ↑  Caïs de Pierlas, Eugène. « L'Hôtel des Monnaies à Nice » //  Bulletin de la Société niçoise des Sciences naturelles, Histoire de Géographie.   1886. с. 6.
17. ↑  Doublet, Georges. « Le mariage du duc Charles II et de l'infante Béatrice de Portugal » //  revue Nice historique no 195.   с. 105.
18. ↑  Nice et son comté (1200 – 1580), témoignages et mémoires, descriptions et chroniques médiévales. Ouvrage collectif publié par la Délégation patrimoine historique de la Ville de Nice, Mémoires millénaires éditions, 2010. Древните текстове са подбрани от историка Hervé Barelli. Josiane Rieu (Университет на Ница Sophia-Antipolis) изучава текст от 1538 г. и говори за „Савойския херцог Карл II“ в нейния текст „Le poète et le prince“ (с. 139). Blythe Alice Raviola (Торински университет) споменава „Карл II и сина му Емануел-Филиберт“, (с. 175).
19. ↑  Luigi Simonetti, Monete italiane medioevali et moderne, vol. 1, Casa Savoia, parte 1, Ravenne, 1967 : « Carlo II », (p. 212 à 218).
20. ↑  Biaggi, Elio. Le antiche monete piemontesi : « Carlo II ».   Borgone di Susa, Éditrice Tipolito Melli, 1978. с. 24. (на италиански)
21. ↑  Cudazzo, Sergio. Monete italiane regionali, Casa Savoia: « Carlo II il Buono, duca di Savoia (1504 – 1553) ».   Pavia, Éd. Numismatica Varesi, 2005. с. 188 – 253. (на италиански)
22. ↑  Duplessy, Jean. Les monnaies françaises féodales, tome II.   Paris, Éd. Platt, 2010. (на френски)